# 福徳長酒類
福徳長酒類株式会社（ふくとくちょうしゅるい）は、千葉県松戸市に本社を置く酒類メーカー。オエノングループの一社。

## 沿革
福徳長酒類株式会社では、寛政年間に灘の御影郷で醸造業を始めた伊勢屋嘉右衛門を創業者として位置づけている。
「福徳長」はもともと堺の石津北町で作られていた酒の銘柄であったが、醸造を灘に移した。
- 1792年（寛政4年）- 神戸・灘で創業。
- 1947年（昭和22年）- 森永食糧工業（のち森永製菓）、久留米工場を建設し、醸造事業を併営[4]。
- 1953年（昭和28年）7月1日 - 森永製菓の醸造部門を分社化し、森永醸造株式会社を設立[4]。
- 1967年（昭和42年）- 灘誉酒造株式会社が、福徳長酒造株式会社を合併。
- 1991年（平成3年）- 森永醸造株式会社が、灘誉酒造株式会社を合併し、福徳長酒類株式会社に商号変更[4]。
- 2001年（平成13年）1月 - 合同酒精株式会社（現・オエノンホールディングス株式会社）の傘下に入る。
- 2018年（平成30年） - オエノングループ内の再編により富久娘酒造株式会社（現・オエノンプロダクトサポート株式会社）から銘柄「富久娘」が移管される。

## 事業所
本社・東日本営業部・広域流通部
- 〒271-0064 千葉県松戸市上本郷字仲原250

名古屋支店
- 〒465-0092 名古屋市名東区社台3-5-2　オエノン名古屋事務所

関西支店
- 〒657-0864 神戸市灘区新在家南町3-2-30　オエノン関西事務所

中四国営業所
- 〒731-0137 広島市安佐南区山本1-9-7　オエノン広島事務所

九州支店
- 〒810-0001 福岡市中央区天神3-9-25 東晴天神ビル3F

韮崎工場
- 〒407-0175 山梨県韮崎市穂坂町宮久保5228-1

久留米工場
- 〒830-0063 福岡県久留米市荒木町荒木1200-1

薩摩工場
- 〒899-1131 鹿児島県阿久根市脇本432-1

## 商品
清酒（福徳長）
- 福徳長 上撰
- 福徳長 上撰辛口
- 福徳長 佳撰
- 福徳長 蔵酒
- 福徳長 米だけのす～っと飲めてやさしいお酒 純米吟醸酒
- 福徳長 生一本 純米
- 福徳長 米だけの酒
- 福徳長 山田錦 米だけの酒
- 福徳長 天下御免鬼ころし

清酒（富久娘）
- 富久娘 上撰
- 富久娘 辛口
- 富久娘 佳撰
- 富久娘 佳撰辛口
- 福を呼ぶ酒 富久娘
- 菊源氏 佳撰

焼酎
- 博多の華 むぎ
- 博多の華 三年貯蔵
- 博多の華 こめ
- 博多の華 いも
- 博多の華 そば
- 黒久宝
- 本格麦焼酎 吟薫
- 琥珀色の博多の華 麦
- 博多の華 黒麹 そば
- 博多の華 黒麹 米
- 博多の華 黒麹 芋

ウイスキー
- 無銘 37%
- 無銘 40%
- 無銘 12％（水割り）

スピリッツ
- クラフトジン 無銘